# Transactions, Natural History Society of Formosa
Transactions, Natural History Society of Formosa, (abreujat Trans. Nat. Hist. Soc. Formosa), va ser una revista amb il·lustracions i descripcions botàniques que va ser editada a Taiwan des del 1911 fins al 1944.
Es va publicar amb els noms de:
- Journal of the Natural History Society of Taiwan
- Transactions of the Natural History Society of Formosa
- Transactions of the Natural History Society of Taiwan[2]